# Neodexiopsis parvula
Neodexiopsis parvula är en tvåvingeart som beskrevs av Albuquerque 1958. Neodexiopsis parvula ingår i släktet Neodexiopsis och familjen husflugor. Inga underarter finns listade i Catalogue of Life.